# 馬修·福林達斯
馬修·福林達斯上校（英語：Matthew Flinders，1774年3月16日—1814年7月19日），或译马修·弗林德斯，是一名英国航海家與繪製地圖者。在他略超過20年的專業工作生涯裡，他與威廉·布萊共同搭船航行繞澳大利亞，他為澳洲許多新發現地區命名，也遭遇過船難獲救，唯一災難是以間諜罪名遭囚禁，搭乘木造船憑藉羅盤導引航向靠岸，是「探勘未知澳洲」第一位播種者，以他鋼鐵般意志克服達成、驗證與修正數據並予已登載在《南方大陸之行》.

## 澳洲海岸線探勘
1801年英國海軍令他探勘「大澳大利亞灣」，及灣內許多地方；這一年七月他率領探險隊遠自英格蘭出發，抵達澳洲露紋角已經是近年底 12月6日，繼續西行在1802年1月28日到「Fowlers灣」。

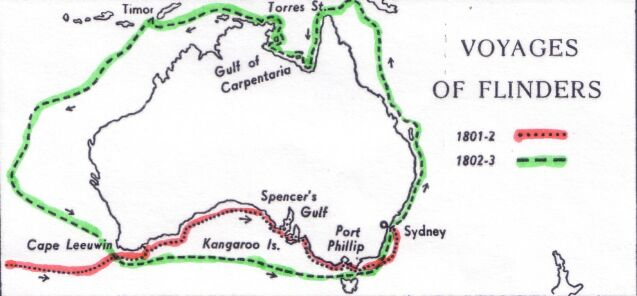
馬修·福林達斯航行路徑

1802年4月8日船隊東行途中，巧遇法國探險家尼可拉斯·包丁,他乘船Le Géographe號西行途中，他們都是奉自己國家支持命令探勘未知的澳洲南部海岸線繪圖，兩人還就學理上細節交換研究許多珍貴的發現，最後兩隊探勘隊還一起到雪梨補足物資，福林達斯稍晚還為他們初遇的地方取名作相見灣（不是日本相摸灣）。
兩位探險家這次在「相遇灣」見面，標誌著歐洲大陸殖民地主國把澳洲海岸線通通都繪製成為地圖，意義非凡。
1803年6月， Investigator號這艘探勘船因為外殼有劇烈損壞必需修護，讓福林達斯被迫放棄對澳洲北部海岸線的探勘，他沿著西海岸返回雪梨，正式結束他繞行澳大利亞一圈的首航壯舉。 
福林達斯改搭乘英國有十門火炮的 小鯨號戰艦號想繼續完成北澳探勘、但是在大堡礁船觸礁海難因此無法達成，這時他做了件令人囑目的事：他自己竟冒險與幾名水手駕駛獨桅縱帆船橫越少有船至的未知公海達700浬返回雪梨，計劃召人再組船前往船難礁去拯救他那些黑人船員。 
福林達斯接著試圖搭乘the Cumberland號返回英國但是在1803年12月17日被迫在模里西斯修船停靠，福林達斯他不知道，英國此時與法國再次作戰，模里西斯法國總督General De Caen竟以「戰爭俘虜」逮捕囚禁他，福林達斯寫信給爵爺约瑟夫·班克斯(Joseph Banks)求援，班克斯通知法國當局知悉福林達斯的學術地位法國即允許釋放福林達斯，但是法督General De Caen就是抗令不願放人(誤會福林達斯船到模里西斯是想偵探法國軍情)，導致因為誤會及戰爭拖累他被法國關6年半到1810年才釋放。
1810年10月福林達斯終於返回英國，但是在冤獄6年半裡健康情況已大不如前，在他把於澳洲探勘成績印刷成著作A  Voyage to Terra Australis於1814年7月18日出版後第二天與世長辭，享年僅40歲。

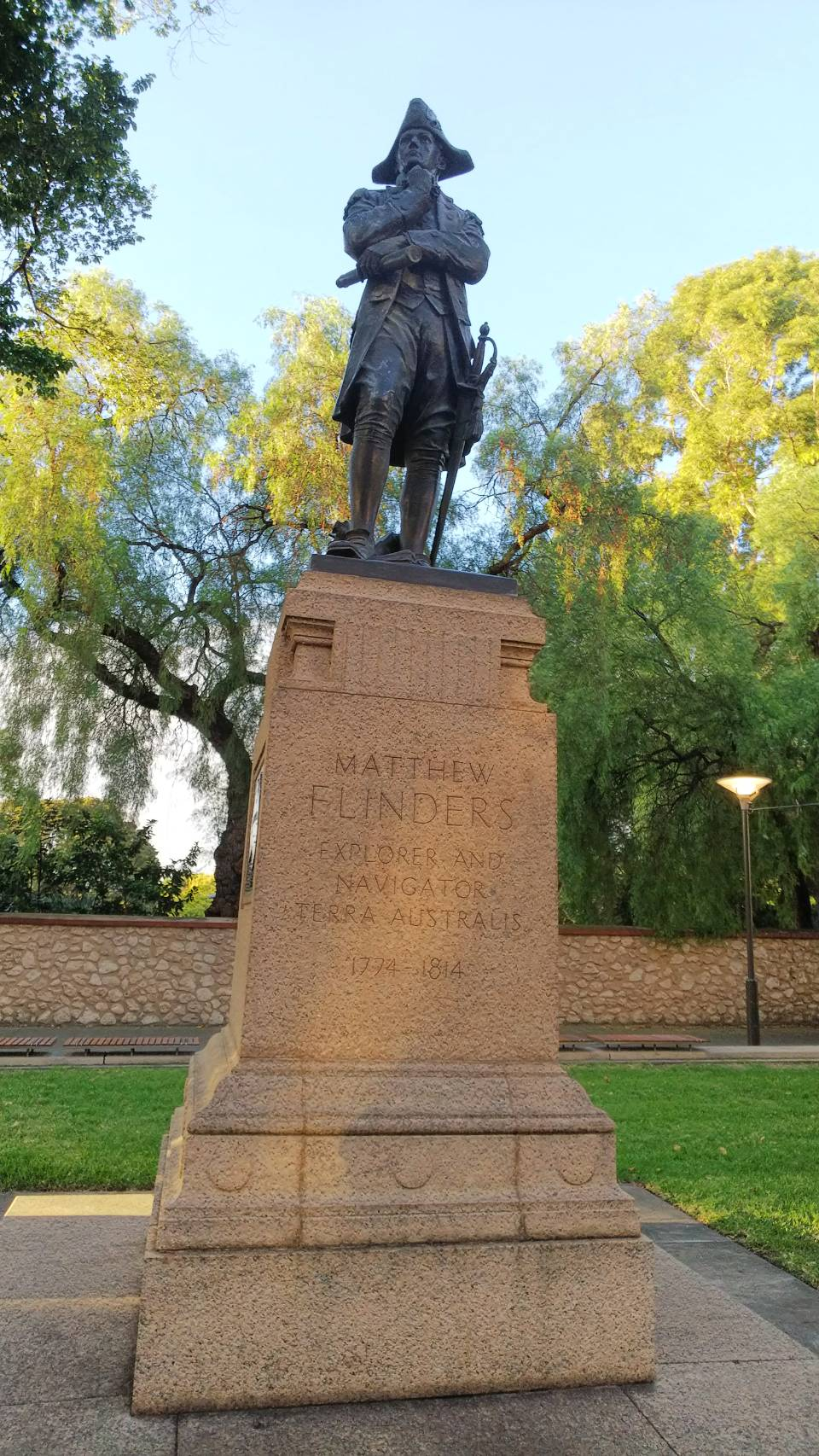
福林达斯雕像在阿德莱德中央商业区.

## 為澳洲各新地方命名

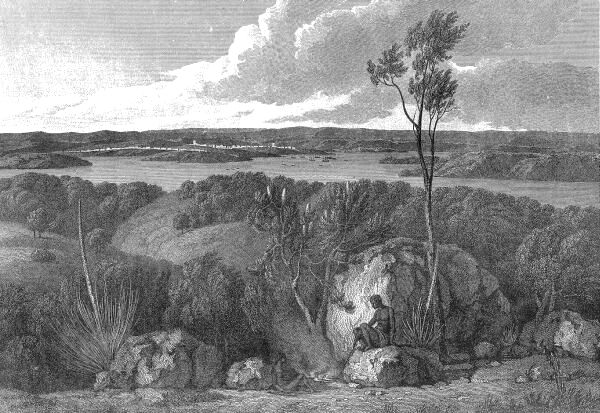
自南方瞭望傑克遜港取材自一段探勘澳大利亞土地之旅.

福林達斯並不是第一位以「澳大利亞」稱呼澳洲的人。他擁有亞歷山大·戴瑞普在1771年所著 的《在南太平洋航行與許多發現的歷史搜集》，澳大利亞之名稱似乎源自此書，但是福林達斯是把資料運用在探勘澳洲，不是研究南太平洋海事，1804年他寫信給哥哥: "我稱呼這是澳大利亞島，或是南極光照耀的土地"，同一年略後，他寫信給约瑟夫·班克斯爵士(Sir Joseph Banks)提說 "我的澳大利亞全圖" 圖幅有92cm x 72cm大小，這一年繪製出世界第一幅澳洲全圖這時是他在模里西斯冤獄已經一年。
福林達斯在1810年拿破崙戰爭英法仍戰得如火如荼時返回倫敦，到處宣揚「澳大利亞」這字眼，但是他發現救他出獄的班克斯爵士並不喜歡這個地名，以致於福林達斯獻上地圖給班克斯爵爺覽圖時沒有署地圖名所以沒有包裝，當時英國當局將軍們仍習慣以「南極光照耀的地方」或「新荷蘭」稱呼澳洲，結果是，終究福林達斯還是在他委託出版社出版的地圖集著作底頁內仍舊印上一段南極光照耀的地方探勘之旅，不在乎福林達斯的反對，著作發行第二天他才嚥氣逝世，說也怪，著作沒有印「澳大利亞」四個字，可是不久後英國人都改說「澳大利亞」了。  .
無論如何福林達斯還是在地圖集裡說： "舊名「南極光照耀的地方」仍保持描繪出這個地區的地理學重要特徵... [但是]我已經自我要求必需革新這個舊名是項大事，從現在開始堅持要改新名字為「澳大利亞」；讓更多人耳朵願意聽這個新地名，地球一個偉大的地區用這「澳大利亞」新名同化入大英."
他的地圖集與探勘日誌上市後叫好叫座，許多人都買來欣賞研閱， "澳大利亞"名字越來越多人稱呼通用，新南威爾斯郡郡主Lachlan Macquarie發現到新名詞被廣泛運用後，1817年12月12日公文通報給上級中央英格蘭， 他推薦給「殖民地部」也被該部公文採納使用，到1824年英國海軍終於也正式使用「澳大利亞」名字；離他屍骨已寒也有10年之久。 

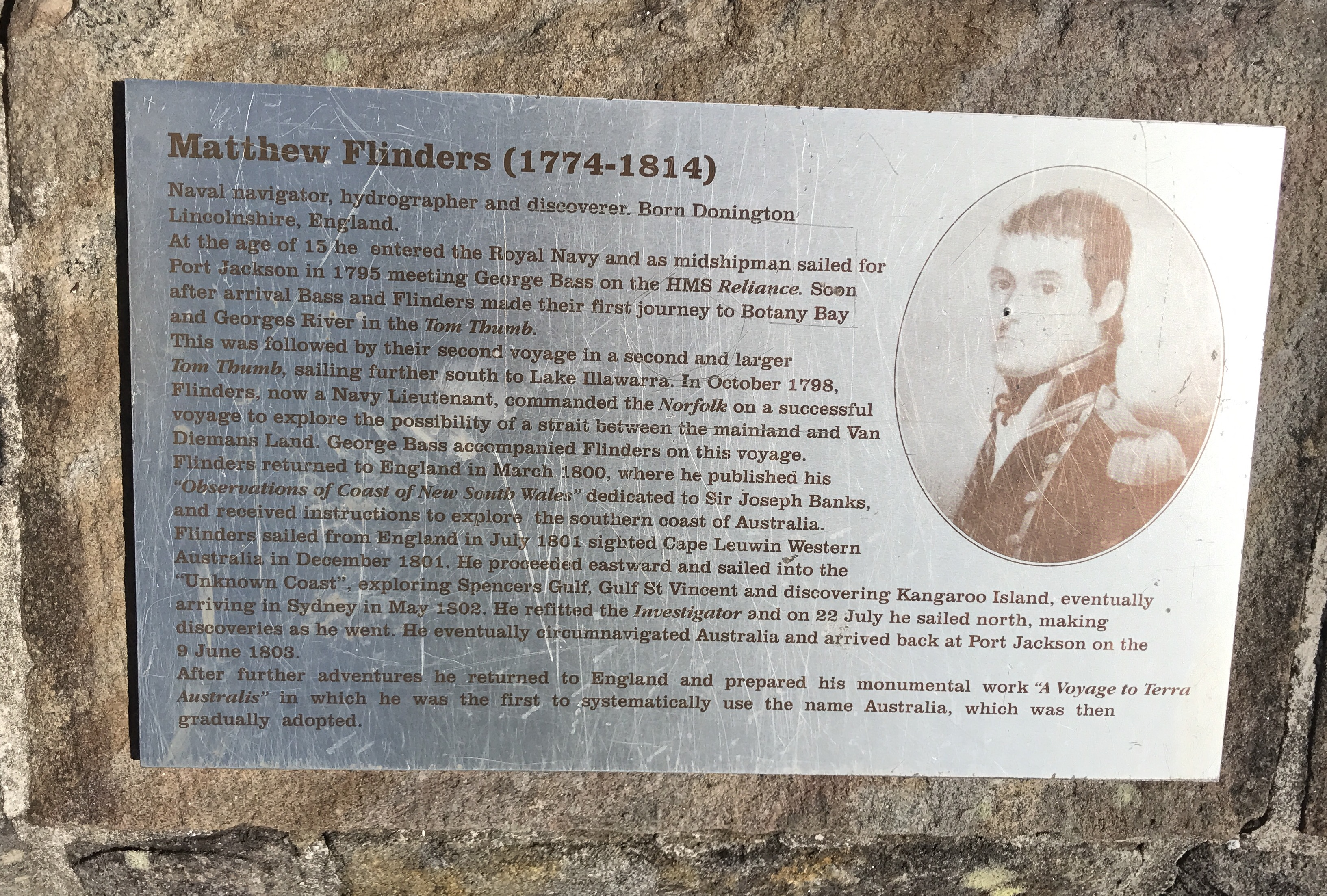

貝斯與福林達斯矗立於新南威爾斯Cronulla這意義在於紀念喬治貝斯與福林達斯共同發現出海河口的哈金港。
澳洲各地豎立起福林達斯銅像雕像榮耀他，塑像數量之多僅次於維多利亞女皇，在他家鄉英格蘭林肯郡「唐寧頓」在2006年3月16日他的生日豎立起第一尊他的銅像；銅像旁也有一尊貓銅像那是他生前寵物名字叫做純 ，「純」貓伴隨著他飄洋過海探勘澳洲，是隻勇敢的探險貓。   
福林達斯創設「鐵橫棒」裝置在木製船上以調整「地球磁角偏差」對羅盤的干擾，所以海事工具「福林達斯鐵棒」以他命名好永恆懷念他對澳洲發現的光榮。

## 家庭
1801年4月17日，他和安·查普尔（Ann Chappelle）结婚，婚后育有一女，即安·弗林德斯，安后来和威廉·皮特里结婚，生下弗林德斯·皮特里。

## 功績著作
- A Voyage to Terra Australis, with an accompanying Atlas. 2 vol. – London :  G & W Nicol, 18. July 1814 (the day before Flinders' death)
- 桿貓： Being the True Story of a Brave Seafaring Cat.

## 參閱
- K. A. Austin: The Voyage of the Investigator, 1801-1803, Commander Matthew Flinders, R.N. – Adelaide : Rigby Limited, 1964
- Sidney J. Baker: My Own Destroyer : a biography of Matthew Flinders, explorer and navigator. – Sydney : Currawong Publishing Company, 1962
- Miriam Estensen: Matthew Flinders : The Life of Matthew Flinders. – Crows Nest, NSW : Allen & Unwin, 2002. – ISBN 1-86508-515-4
- Tim Flannery: Matthew Flinders' Great Adventures in the Circumnavigation of Australia Terra Australis. –  Melbourne : Text Publishing Company, 2001. – ISBN 1-876485-92-2
- Fornasiero, Jean; Monteath, Peter and West-Sooby, John.  Encountering Terra Australis: the Australian voyages of Nicholas Baudin and Matthew Flinders, Kent Town, South Australia,Wakefield Press,2004. ISBN 1-86254-625-8
- Geoffrey C. Ingleton: Matthew Flinders : navigator and chartmaker. – Guilford, Surrey : Genesis Publications in association with Hedley Australia, 1986
- James D. Mack: Matthew Flinders 1774–1814. – Melbourne : Nelson, 1966
- Geoffrey Rawson: Matthew Flinders' Narrative of his Voyage in the Schooner Francis 1798, preceded and followed by notes on Flinders, Bass, the wreck of the Sidney Cove, &c. – London : Golden Cockerel Press, 1946
- Ernest Scott: The Life of Captain Matthew Flinders, RN. – Sydney : Angus & Robertson, 1914

## 相關聯結
- The Matthew Flinders Electronic Archive at the State Library of New South Wales.
- The Flinders Papers at the UK National Maritime Museum
- Matthew Flinders的作品  - 古騰堡計劃
- Related literature （页面存档备份，存于） (Project Gutenberg Australia).
- Naming of Australia
- Matthew Flinders' map of Australia High resolution image of the complete map.
- Another view of the statue of Matthew Flinders in his village of birth Donington, Lincs （页面存档备份，存于）
- detail of Trim the cat （页面存档备份，存于）
- Flinder's Journeys - State Library of NSW
- H. M. Cooper, 'Flinders, Matthew (1774 - 1814)', Australian Dictionary of Biography, Volume 1, Melbourne University Press, 1966, pp 389-391. （页面存档备份，存于）
- Biography at BBC Radio Lincolnshire（页面存档备份，存于）
- Voyages of Captain Matthew Flinders in Australia[] Google Earth Virtual Tour